# Andreas Papandreu
Andreas Jeorjos Papandreu (gr. Ανδρέας Γεώργιος Παπανδρέου; ur. 5 lutego 1919 na Chios, zm. 23 czerwca 1996 w Ekali) – grecki polityk, ekonomista i nauczyciel akademicki, parlamentarzysta i minister, założyciel i w latach 1974–1996 przewodniczący Panhelleńskiego Ruchu Socjalistycznego (PASOK), w latach 1981–1989 i 1993–1996 premier Grecji.

## Życiorys
Urodził się jako syn Jeorjosa Papandreu i Sofii Mineyko, córki polskiego inżyniera i powstańca styczniowego Zygmunta Mineyki. Od 1937 studiował prawo na Uniwersytecie Narodowym im. Kapodistriasa w Atenach. Związany ze środowiskami trockistów, w 1939 w okresie dyktatury Joanisa Metaksasa został na krótko uwięziony. Po zwolnieniu wyemigrował w 1940 do Stanów Zjednoczonych. Służył w United States Navy, a w 1944 otrzymał obywatelstwo amerykańskie. Magisterium (1942) i doktorat (1943) z zakresu ekonomii uzyskał na Uniwersytecie Harvarda. Pracował jako nauczyciel akademicki na tej uczelni, później również na Uniwersytecie Minnesoty, Northwestern University i Uniwersytecie Kalifornijskim w Berkeley, gdzie w drugiej połowie lat 50. pełnił funkcję dziekana wydziału ekonomii.
W 1959 powrócił do Grecji, gdzie kierował rządowym programem badawczym i ateńskim centrum badań ekonomicznych, pełnił też funkcję doradcy w Banku Grecji. W 1963 Jeorjos Papandreu objął urząd premiera. W 1964 Andreas Papandreu zrzekł się amerykańskiego obywatelstwa, w tym samym roku został wybrany do greckiego parlamentu z ramienia centrowego ugrupowania kierowanego przez ojca. Był ministrem w urzędzie premiera (1964) i wiceministrem do spraw koordynacji (1964–1965). W 1967, po przewrocie wojskowym i przejęciu władzy przez juntę czarnych pułkowników, był więziony przez osiem miesięcy. Po zwolnieniu udał się na emigrację. Był profesorem ekonomii na Uniwersytecie w Sztokholmie (1968–1969) i na York University (1969–1974). Na emigracji założył i przewodniczył opozycyjnemu Ogólnogreckiemu Ruchowi Wyzwolenia.
Po upadku dyktatury w 1974 powołał w Grecji Panhelleński Ruch Socjalistyczny. Również w 1974 został wybrany do Parlamentu Grecji. Z powodzeniem ubiegał się od tego czasu o reelekcję w 1977, 1981, 1985, czerwcu 1989, listopadzie 1989, 1990 i 1993. Mandat deputowanego i funkcję przewodniczącego PASOK-u wykonywał do czasu swojej śmierci w 1996.
W 1981 kierowany przez niego PASOK wygrał wybory i w październiku tegoż roku Andreas Papandreu objął urząd premiera. Utrzymał go również po wyborach z 1985 i sprawował do lipca 1989. Był jednocześnie ministrem obrony (1981–1986) oraz ministrem do spraw północnej Grecji (1981–1985). W trakcie urzędowania wycofał się z głoszonego w kampanii wyborczej postulatu opuszczenia przez Grecję NATO. Po odejściu ze stanowiska został oskarżony o korupcję w związku ze skandalem finansowym, jednak w 1992 został uniewinniony od stawianych mu zarzutów. W październiku 1993, po ponownym zwycięstwie socjalistów, powrócił na stanowisko premiera. Zrezygnował z tej funkcji w styczniu 1996 z powodów zdrowotnych, zmarł kilka miesięcy później.
Był trzykrotnie żonaty; dwa pierwsze związki z Christiną Rasią i Margaritą Chant zakończyły się rozwodami. Jego trzecią żoną została Dimitra Liani. Z drugiego małżeństwa miał trzech synów (w tym polityków Jorgosa i Nikosa) i córkę. Miał również córkę ze związku ze szwedzką prezenterką telewizyjną Ragną Nyblom. Był wyróżniony doktoratami honoris causa m.in. przez York University, Uniwersytet Humboldtów w Berlinie, Uniwersytet Jagielloński i Uniwersytet Boloński.